# Canales
Canales – gmina w Hiszpanii, w prowincji Ávila, w Kastylii i León, o powierzchni 6,67 km². W 2011 roku gmina liczyła 47 mieszkańców.